# Solveig Riberdahl
Solveig Margareta Riberdahl, född 3 januari 1938, är en svensk tidigare ämbetsman inom åklagarväsendet. Hon var gift med Curt Riberdahl från 1961 till hans död.

## Biografi
Solveig Riberdahl avlade juris kandidatexamen 1952. Efter tingstjänstgöring 1962–1965 blev hon kammaråklagare vid åklagarmyndigheten i Stockholm 1967. Solveig Riberdahl var departementssekreterare i Justitiedepartementet 1970–1972 och 1973–1974, avdelningsdirektör vid Riksåklagarämbetet 1978–1980, chefsåklagare åklagarmyndigheten i Stockholm 1981–1987, byråchef vid Rikåklagarämbetets kansli 1987–1990, överåklagare vid regionåklagarmyndigheten för Stockholms och Gotlands län 1990–1994 samt biträdande riksåklagare från 1994 till sin pensionering.
Solveig Riberdahl blev under maj 1986 tillsammans med Anders Helin och Bo Josephson biträdande åklagare till Palmeutredningens förundersökningsledare, Claes Zeime. I mars 1987 blev Axel Morath ny förundersökningsledare och biträddes av Riberdahl, Helin och Jörgen Almblad. I november 1994 blev Solveig Riberdahl huvudansvarig för Palmeutredningen.